# 丁一權
丁一权（：／ Chung Il-Kwon；1917年11月21日—1994年1月17日）是韓国軍人、政治家。20世纪40年代滿洲國军官，在日治朝鮮曾改日本姓名中島一權（ Nakajima Ikken）。本贯灵光丁氏，小名丁一鎮（정일진），號清史（朝鮮語：청사）。历任大韓民國陆军参谋總长、外務部部長、国务总理、国会议长等职，2008年成為韓國人名辞典收录的亲日派。
祖籍为朝鮮的咸鏡北道。滿州國軍官學校和日本陸軍士官学校（55期）毕业。曾任大韓民國陆军参谋總长，1964年5月10日至1970年12月20日任国务总理。后任韩国国会议长。

## 生平

### 出生和家庭背景
丁一权1917年11月21日出生于俄国沿海州妮科尔斯克（現乌苏里斯克），是父亲丁基永（정기영）和母亲金福顺（김복순）所生的第三个儿子。丁基永本贯罗州丁氏，祖籍是咸镜北道慶源郡泾源邑，祖父丁座鎭（정좌진）移居到满洲。
出生第二年，丁基永所生长子病死，1919年老二英年早逝，丁一权成为独子。

### 学生时期
1922年俄罗斯革命，波及到远东地区，父亲丁基永的站长职务被免职监视，丁一权和母亲一起回到家乡咸镜北道泾源邑，1924年春就读泾源普通学校。3年级时父亲回乡不久就失踪，1928年祖父开垦的农耕地被没收，全家只好前往豆满江边开垦荒地。泾源普通学校6年课程结束后，1930年春就读满洲的一所中学（1921年5月开校）。1934年转入日本人的光明中学，那时的初中同学文益焕牧师后来成为牧师第三、第四共和国时期著名的民主人士，抗日诗人尹东柱也是他的光明中学同学。1935年5月毕业后在光明中学任英语教师，经推荐考试进入新京的满州国軍官学校，毕业后因成绩优秀，日本陆军士官学校的留学生金锡范（김석범）推荐他入读日本陸軍士官学校（55期）［55期学员1938年入学，1940年毕业］。

### 军旅生涯
1940年，日本陆军士官学校毕业后到满洲地区任宪兵少尉军官，日本投降后，丁一权与李翰林（이한림）、崔昌彦（최장언）、崔周钟（최주종）, 金锡范（김석범）、金東河（김동하）、尹泰日（윤태일）、元容德（원용덕）等400多名前满洲军人组织光复军，成立东北地区光复军司令部，并担任司令官。
1945年9月丁一权与崔昌彦等回到汉城和建国筹备委员会朴承煥（박승환）等人进行了接触，同年10月中旬与中国国民党蒋介石的长子东北部副部长兼总监苏联外交代表蒋经国见面，请求武器和预算支援。苏联情报机构克格勃解散安保司令部，丁一权等前满洲和关东军军官被监视关押，并要求他们去莫斯科接受6个月的军事再教育，12月中旬丁一权等人从平安南道乘火车进入了平壤，成功逃离东北。在平壤会合新京军官学校后辈白善烨等人，并停留几天后，再次经过开城到达汉城京畿道。
1945年12月15日进入美国创建的军事英语学校进修。1946年1月15日军事英语学校第1批毕业生，1946年5月1日设立的南朝鲜国防警备队正式编制，他成为了正式大尉。1946年12月晋升少校，任南朝鮮國防警備隊（韓國陸軍前身）第4团团长。1947年晋升中校，为国防警备队参谋长，兼南朝鮮警备士官学校校长职务。

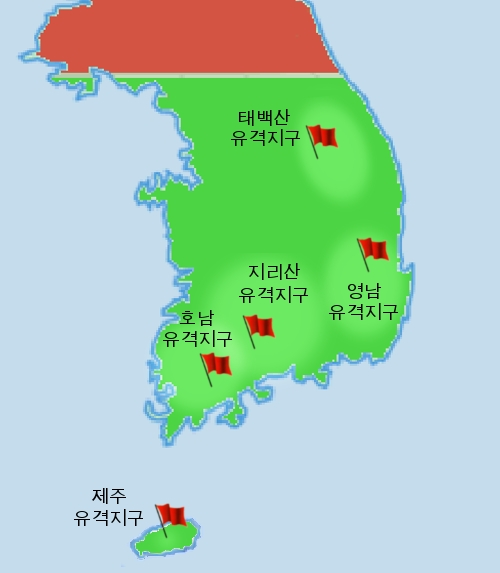
韩国战争前游击队的出没地区

1948年大韩民国国军正式成立，任陆军中校，不久晋升上校，担任陆军总部作战参谋部部长，49年2月晋升陆军准将，1949年3月1日任智异山地区战斗司令部司令官，负责剿灭南朝鲜劳动党游击队。1949年12月任陆军参谋次长，1950年年初，留学美国陆军参谋大学，但朝鲜战争爆发后，在喬治亞州的本寧堡陸軍步兵學校的丁一權搭機緊急返國。

#### 朝鲜战争

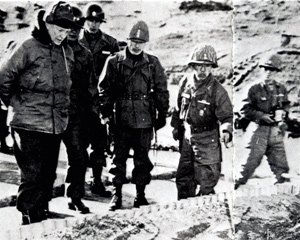
韩国战争中丁一权（左三）、白善烨（右三最后一行）、德怀特·艾森豪威尔将军（左）

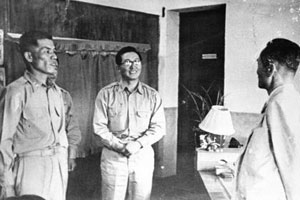
1951年参谋总长就职仪式时（左侧的国防部长李鐘贊、右侧副总统李起鹏

1950年6月30日，陆军参谋总长蔡秉德在河東战死，丁一权接任参谋总长，因战局不利，遵照李承晚总统特别指示，从7月开始担任三軍總司令官，指挥大韩民国陆海空军，行使指挥权。陆军参谋总长在职时期，发生国民防卫军事件、居昌屠殺事件，1951年6月免去了三軍總司令官职务。此后1951年晋升为陆军中将，留学美国陆军参谋大学，毕业后回国，担任陆军第9军副军长、第1军军长。
1954年2月晋升陆军上将，再次任韩国陆军参谋总长。当时，李承晚政权中有丁一权、白善烨、李炯根（이형근）等所谓的“三大将派系，形成“三足鼎立”。6月白善烨代替丁一权重新就任第8任陆军参谋总长，丁一权转任聯合參謀本部總長。56年年底以李承晚总统的特使身份访问越南南方，回国后丁一权因军队的派系问题最终以陆军上将軍銜在1957年5月转入预备役，同时被任命为韩国驻土耳其大使。1959年4月17日被任命为驻法国首任大使（1959年6月16日）、驻美大使等职务。1960年1月，与韩国武官尹应烈上校一同访问埃塞俄比亚 。

#### 4.19 革命前后
1960年的4.19革命后，6月22日美国总统德怀特·艾森豪威尔访韩，丁一权被过渡政府任命驻美大使，卸任后1961年到美国留学，进入哈佛大学国际问题研究所进修，1961年朴正熙发动5.16军事政变，12月被任命为驻美兼驻巴西大使，后担任多国大使和联合国大会韩国代表等职。1963年12月12日第三共和国成立时獲任命为外务部长。

### 国务总理在职
1964年5月崔斗善辞去总理职务，丁一权被被任命为国务总理，到1970年12月为止，在任6年7个月期间。任内有“推土机内阁”、“突击内阁”之称，1965年访问日本，与佐藤荣作会谈，并在6月份签订《韩日基本条约》。

#### 郑仁淑事件和辞职

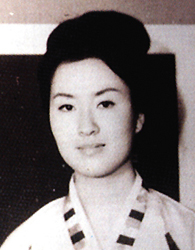
郑仁淑

1970年3月17日，汉城麻浦区合井洞节斗山附近的道路上发生一起偽裝成交通事故的命案，在搜查过程中发现女尸身上的袖珍手册和账簿上写有姓名和时间、地点的名单，手册中有总统朴正熙、国务总理丁一权、中央情报部部长金炯旭、青瓦台警卫室室长朴钟圭、部長、次長级人士、韩国军队將領、5大财阀集团总裁、国会议员等主要人士27名实权者在内的名字和联系方式。事件之后，歌手罗勋儿（나훈아）的歌曲《伤感的种子》的讽刺歌迅速扩散。
随后警察查明26岁的郑仁淑是被她的哥哥郑钟旭杀害。据信，是因为后者看不惯私生活混乱的妹妹，从而将其杀害。郑仁淑是一名高级应召女郎，专门接待韩国政界及财界要人。虽然法院希望通过迅速审判郑仁淑的哥哥平息整个事件，但随着郑仁淑有个3岁儿子的事实曝光，再次让此案成为公众关注的焦点。在娱乐业所生孩子的父亲通常是被禁忌。当时传闻郑仁淑生下的儿子的父亲是韩国当时的国务总理丁一权或朴正熙总统。事实孩子的父亲是国务总理丁一权，在野党新民党持续不断的政治攻势下，12月20日朴正熙总统传唤丁一权劝告辞职。

### 国会议员
1970年担任民主共和党总裁常任顾问，1971年7月的第8届国会议员选举中，当选为第8届国会议员，1972年5月朴正熙任命他为民主共和党党务委员兼代议长，此后在1972年10月维新宪法时担任民主共和党议长。1973年2月举行的第9届国会议员选举中，在江原道束草、仁济、固城、襄阳选区，以民主共和党候选人再次当选第9届国会议员。从1973年开始担任国会议长。同年兼任国际议会联盟（IPU）、亚洲议员联盟（APU）韩国支部会长。
1979年2月举行的第10届国会议员选举中作为束草、仁济、固城、襄阳选区民主共和党候选人，再次当选国会议员。10月26日10·26事件发生，朴正熙总统被杀，1980年全斗焕上台，8月引咎辞去国会议员，但在以此后的第五共和国任国政咨询会议委员。退出政坛后，以政治元老、市民社会团体元老身份任守护自由救国总联合会会长等，1988年曾任第六共和国时期的国政咨询委员，1987年任维护自由救国联合会会长，1989年任任自由总联盟第一任总裁，民主自由党上台后担任常任顾问。此后1990年韩国自由总联盟总裁成功连任，当年初前往美国。1991年3月确诊淋巴腺恶性肿瘤，为了治疗癌症在美国夏威夷疗养。在美国的时候，郑仁淑的儿子鄭聖一（정성일）来承认亲生子要求，并要求面谈，但他却拒绝相认。1992年，被任命为民主自由党常任顾问，並於中華民國與大韓民國關係中斷時，作為八人使節團的一員至台北拜會政府官員，除表達歉意外，也就雙邊關係架構等共通關注議題交換意見:p563。1992年总统选举期间，他正式支持金泳三出任總統，並在全国支援游说。1993年鄭聖一再次在漢城家庭法院提起了请求亲子鉴定的诉讼。但是因丁一权疾病的恶化，为了治病1994年1月飞往美国夏威夷住院治疗，17日在医院离开人世，享年77岁。
丁一权的遺体以专机运回国，1994年1月22日上午，在国会议事堂前的广场前，国会议长李万燮、国会议员的主导下举行遗体告别仪式和路祭后，在警察护送下前往漢城市铜雀区铜雀洞国立墓地埋葬。另外，他的光明中学校友文益焕牧师也在同一天死亡。在国立墓地的政治家们参加的丁一权的葬礼，和街头上数十万市民参加的文益焕的葬礼上有很大的电视新闻，形成了鲜明的对比，并给很多人留下了深刻的印象。

## 其他履历
- 1970年共和党总裁常任顾问
- 1971年，성우俱乐部会长
- 1983年，英国国际战略问题研究所研究员
- 1983年，英国牛津大学交流教授
- 1983年，韩国在乡军人会顾问
- 1984年，法国DECORSE大学邀请教授
- 1986年泛民族奥运会申办推进中央协会顾问
- 1987年自由守护救国联合会会长
- 1989年至1989年第22届韩国反共联盟董事长
- 1989年到1991年首届韩国自由总联盟总裁
- 1992年民主自由党常任顾问
- 1992年，安重根义士殉国遗址在圣域化工程推进委员会顾问

## 学历
- 咸镜北道 泾源普通学校毕业
- 满洲北间岛龙井融信中学
- 满洲北间岛龙井光明中学（光明中学毕业）
- 新京满洲军官学校毕业
- 日本陆军士官学校毕业
- 大韩民国军事英语学校1期
- 美国陆军参谋大学毕业
- 1963年英国牛津大学研究生院政治学硕士

### 非结业学位
- 1961年在美国哈佛大学国际关系研修院国际政治外交过程结业

### 名誉博士学位
- 1965年马来西亚国立大学名誉法学博士
- 1966年大韩民国釜山大学名誉法学博士
- 1966年大韩民国中央大学名誉法学博士
- 1967年阿根廷国立大学名誉法学博士
- 1967年美国纽约长岛大学名誉法学博士
- 1967年越南西贡大学名誉法学博士
- 1970年中华民国台湾国立政治大学名誉法学博士
- 1971年中华民国台湾中华学术院名誉哲学博士
- 1972年泰国朱拉隆功大学名誉政治学博士
- 1988年美国迈阿密牛津大学教授名誉文学博士

## 获奖经历

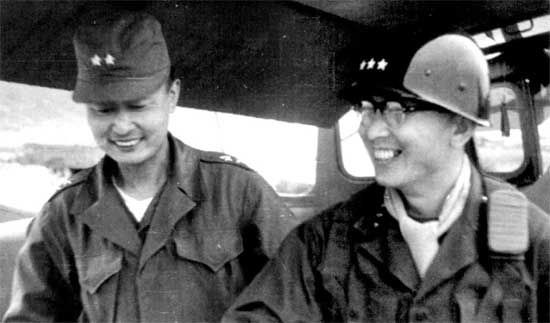
6.25朝鲜战争中与白善烨少將合影（1951年6月12日）

6.25战争当时以国军指挥官的身份多次被授予武功勋章。
- 忠武武功勋章。
- 乙级武功勋章。
- 太极武功勋章。
- 太极武功勋章（金星）
- 흥인장建交勋章。
- 광화장建交勋章。
- 青条勤政勋章。
- 金星忠武武功勋章。
- 美国兴盛勋章。
- 美国特殊十字勋章。
- 中華民國卿雲勳章

## 著作
- 回忆录-战争和休战（회고록 - 전쟁과 휴전）
- 丁一权回忆录（정일권 회고록） （1991）

## 家属
- 夫人 : 윤계원（很早去世）
- 夫人 : 박혜수
  - 长子: 정기훈
  - 长女 : 정영혜
  - 大女婿: 이훈
  - 二女儿 : 정성혜
  - 二女婿 : 이동휘
  - 三女儿 : 정지혜
  - 三女婿: 최상규
  - 四女儿 : 정희진
- 外室（姓名不详）
  - 儿子 : 장병열[3]
- 郑仁淑（정인숙）
  - 儿子 : 郑圣一（정성일）

## 有关丁一权的影视
- 《野人时代》（2003年） SBS 连续剧 - 최범호饰演
- 《野人时代》（2003年） SBS 连续剧 - 김건호饰演
- 《韩国门》（1995年） SBS 连续剧 - 김홍석饰演
- 《第三共和国》（1993年） MBC 连续剧 - 郑承贤（정승현）饰演

## 相關條目

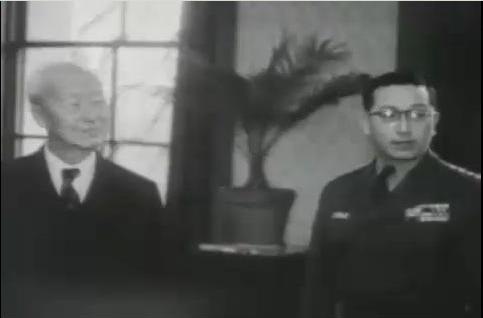
李承晚总统和丁一权（1955年）

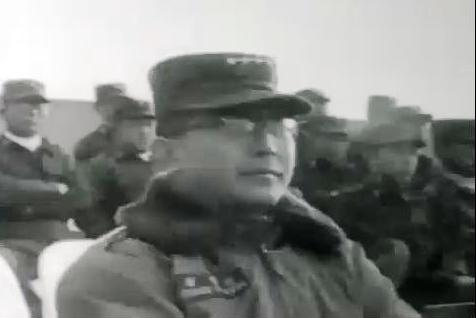
丁一权（1955年）

## 著書
- 丁一权回顧錄（정일권회고록）（1991）

## 外部連結
- 丁一权. 大韩民国国會
- 大韩民国歷任总理

| 政府职务                                               | 政府职务                                                                             | 政府职务                                                                           |
| ------------------------------------------------------ | ------------------------------------------------------------------------------------ | ---------------------------------------------------------------------------------- |
| 前任： 崔斗善                                          | 第9任韩国国务总理 1964年5月10日-1970年12月20日                                       | 繼任： 白斗镇                                                                      |
| 前任： 金溶植 李東元                                   | 韩国外務部部長 第11代:1963年12月17日-1964年7月24日 第13代:1966年12月-1967年6月29日   | 繼任： 李東元 崔圭夏                                                               |
| 军职                                                   |                                                                                      |                                                                                    |
| 前任： 蔡秉德 李鐘贊                                   | 韩国陆军参谋总长 第5代:1950年6月30日-1951年6月22日 第8代:1954年2月14日-1956年6月26日 | 繼任： 白善烨 李亨根                                                               |
| 前任： 李亨根                                          | 第2代聯合參謀本部議長 1956年6月-1957年5月                                            | 繼任： 劉載興                                                                      |
| 前任： （新设）                                        | 韩国陆海空军总司令 1950年7月-1951年1月28日                                           | 繼任： （废除）                                                                    |
| 外交職務                                               |                                                                                      |                                                                                    |
| 前任： 梁裕燦 張利郁                                   | 韩国驻美国大使 第3任:1960年6月-1960年9月 第5任:1961年6月-1963年4月                   | 繼任： 張利郁 金貞烈                                                               |
| 前任： -                                               | 第一任韩国驻土耳其大使 1957年5月-1959年4月                                           | 繼任： 申應均                                                                      |
| 議會席位                                               |                                                                                      |                                                                                    |
| 前任： 韓丙基（束草、襄阳、高城） 이교선（洪川、麟蹄） | 第9届国会议员 （束草市、麟蹄郡、高城郡、襄阳郡） 1973年3月12日-1979年3月11日         | 繼任： 丁一權、咸鍾斌                                                              |
| 前任： 丁一權、金仁起                                  | 第10届国会议员 （束草市、麟蹄郡、高城郡、襄阳郡） 1979年3月12日-1980年10月27日       | 繼任： 李范俊、이봉모（江陵、明珠、襄阳） 허경구, 정재철（束草、杨口、麟蹄、高城） |
| 前任： 白斗镇                                          | 第9任韩国国会议长 1973年3月12日-1979年3月11日                                        | 繼任： 白斗镇                                                                      |